# Jaume March I
Jaume March I (Barcelona, vers 1300 - 1375) fou senyor d'Eramprunyà i Albalat, i cavaller de Sant Jordi. Era fill de Pere March lo Prohom i Maria i pare dels poetes Jaume i Pere March.

## Joventut, primeres noces i descendents
Nascut a Barcelona vers l'any 1300, Jaume March I entrà força jove al servei de la corona: el 1320 ja exercia càrrecs de responsabilitat en l'administració de les cavallerisses reials. El 1326 Jaume II li va concedir l'escrivania de Vilafranca del Penedès (segons un document del 1373, el 1346 Jaume March I va ser desposseït d'aquest càrrec, Pere el Cerimoniós va vendre aquella escrivania a Ramon de Vilafranca).
Entre els anys 1320 i 1325 Jaume March I es va casar amb Constança Messeguer, filla d'Arnau Messeguer, "de la casa del Senyor Rei". D'aquell primer matrimoni van néixer dues filles: 
- Bartomeua March, casada amb el cavaller valencià Jaume Castellà. Va ser enterrada a la Catedral de València, a la capella de Sant Marc: Bartomeua March, escriu Paz y Mélia, "mandó enterrarse en la capilla del otorgante [el seu germà Pere March] en San Marcos de la Seo de Valencia, en una tumba de piedra, á donde habían de llevarse los huesos de su otro hermano, Arnau March, enterrado en la iglesia de Foyos''.[3]
- Constança March, casada amb el cavaller valencià Guerau Fabra, Senyor de Vinalessa, Cortes, Quartell i d'una alqueria a la Vall de Segó i de la meitat de Foios, mort a la batalla de Bétera el desembre de 1367.

## Senyor d'Albalat. Segones noces i descendents
A la mort de Pere March lo Prohom (1338), el patrimoni dels March es va repartir entre els seus fills Pere i Jaume: Pere March III, l'hereu, heretà Eramprunyà i la resta de les possessions catalanes, Jaume March I, les valencianes (el 1332 el seu pare ja li havia fet donació del senyoriu d'Albalat). Ara bé, si en el termini d'un any de la seva mort, Pere (o els seus fills) eren declarats ximples o malalts, l'hereu d'Eramprunyà seria el seu germà Jaume; Berenguer March, l'altre fill del Prohom, era canonge de València quan el seu pare va testar.
Ciutadà de València des del 1338, Jaume March I va ser representant i jurat d'aquella ciutat de 1338 a 1445 i conseller en 1347. Fidel a Pere el Cerimoniós durant la revolta de la Unió Valenciana es refugià a Quartell, possessió del seu gendre Guerau Fabra, cavaller unionista, per por a possibles represàlies.
Cap al 1334 Jaume March I es va casar en segones núpcies amb Guillemona d'Esplugues, filla d'una noble família valenciana, els Esplugues, Senyors de La Pobla Llarga, amb possessions a la vila de Foios.
D'aquest segon matrimoni van néixer deu fills: 
- Arnau March, fill primogènit de Jaume March I i Guillemona d'Esplugues. Morí jove, abans del 1369, any en què Jaume March I va testar. Va ser enterrat a l'església de Foios. Anys més tard, d'acord amb la voluntat de la seva germana Bartomeua, les seves despulles van ser portades a la catedral de València, a la capella familiar dels March.
- Jaume March II, Senyor d'Eramprunyà, poeta i uixer d'armes[6] de Pere el Cerimoniós, casat amb Serena de Gualbes des Bosc, natural de Barcelona. El 1393 rebé de Joan I l'encàrrec d'organitzar uns Jocs Florals similars als de Tolosa de Llenguadoc, encàrrec compartit amb Lluís d'Averçó. Del poeta Jaume March II se'n conserven sis poesies i tres poemes al·legòrics de tema amorós i cavalleresc: Debat entre Honor e Delit (1365), La joiosa garda (1371) i Lo rauser de la vida gaia. És autor del Llibre de concordances (1371).
- Pere March, Senyor de Beniarjó, poeta i procurador del duc de Gandia, casat en primeres núpcies amb Constança i en segones amb Elionor Ripoll.
- Blanquina March, casada amb el donzell Guerau de Gualba. Segons el testament de la seva germana Violant, Blanquina March es va casar en segones amb Raimon de Plegamans.
- Violant March, casada amb Bonafonant de Vallebrera, resident a Morverdre.
- Isabel March, abadessa del monestir de Pedralbes.
- Ramoneta March.
- Clareta March; Ramoneta i Clareta March van ser monges del monestir cistercenc de la Saïdia de València.
- Berenguer March, Mestre de l'Orde de Montesa (1382-1409). Domèstic[7] de Joan I, va ser un dels consellers acusats de nepotisme; va ser absolt el 1398. Va ser armat cavaller de Sant Jordi per Martí l'Humà el 13 d'abril de 1399, data de la seva coronació com a rei.
- Francesc March, llicenciat en lleis, canonge de la catedral de València i vicari del bisbe de València.

Jaume March I va tenir un fill natural, Lleó March, mercader i patró de la galiota Santa Eulàlia (el 1387 figurava com a jutge d'imposicions de la Llotja de Barcelona). Prestà grans serveis a Pere de Lussignan, rei de Jerusalem i de Xipre, que li va recompensar amb un feu al Regne de Xipre. Casat amb Violant Sentbreç, va morir a Xipre l'any 1411.

## Senyor d'Eramprunyà
A la mort del seu germà Pere, esdevinguda després de 1347, Jaume March I inicià diversos processos per tal d'inhabilitar el seu nebot Pericó March, que era sord-mut, i per a reclamar els seus drets com a legítim hereu d'Eramprunyà, obtenint el 30 de juny de 1351 una sentència favorable als seus interessos. Va vendre el senyoriu d'Albalat a Berenguer de Codinats, mestre racional de Pere el Cerimoniós i es traslladà a viure a Barcelona amb la seva família.
Conseller de Pere el Cerimoniós i diputat del General de Catalunya, el 7 de desembre de 1360 el mateix rei l'armà cavaller de Sant Jordi per a recompensar l'actuació dels seus fills en la Guerra dels Dos Peres: 
| «                                    | En Jacme March: Nos vos demanat per ço que us direm. Vos havets bons fils, e an nos be servit en aquests affers que havem ab lo Rey de Castella, e com Nos siam certs que a els plauria puyar en estament de honor de Cavayllaria, mas vulrien hi muntar per lo grau vostre, ço es que vos la presessets primer. E jassia que vos siats honrats ciutada e hayats honrada heretat, encara és molt pus honrat orde de Cavayllaria. E com vos aquest orde puscats sostenir e mantenir per la heredat que havets del castel de Alaprunyá, e por amor de ço, e por amor de vos e de vostres fils qui açò merexets, Nos vos pregam que vullats prendre Cavayllaria nostra | » |
| — Llibre de la Baronia d'Eramprunyà. | |   |

L'acta d'investidura es va fer al Monestir de Pedralbes davant la família reial i els principals membres de les famílies nobles de Catalunya. Acabada la celebració religiosa, Pere el Cerimoniós i la Reina Elionor de Sicília sortiren de l'església per anar a Palau a dinar, on Jaume March I fou assegut a la mateixa taula dels monarques: "Lo senyor Rey se assee al mig de la taula á la part dreta, e la senyora Reyna a la part esquerra. E apres de la dita senyora sech madona a Vescomtessa de Cabrera, e lo senyor Rey volch que yo siges al cap de la taula apres del. E en un altre taula sigeren totes los altres riques dones e mullers de cavallers e mullers de ciutadans honrats.E apres vench lo noble en Gillabert de Senteylles, Mayordom del senyor Rey, qui servi en lo Palau. Axi que y ac moltes viandes en ast e en olla, així com paons, capons, gayllines, vadels, cabrits e bous, en ten gran quantitat que si y hages dos milia persones a tots bastaren, E con hageren menyat, passarensen lo senyor Rei e la senyora Reyna e tota la gent a la cambra de la senyora Reyna e sigeren (...). Apres, els axi estants, vencho lo dit Mayordom e feu donar vin e cumfits. E fet aço, lo senyor Rei pres comiat de la senyora Reyna e venesen a Barchinona; així quel senyor Rey volch que yo cavalcas ab el a la part esquerra" (Llibre de la Baronia d'Eramprunyà).
Jaume March I va morir a Barcelona el 1375, la data de la mort cal situar-la al voltant del 16 d'octubre de 1375, dia en què es publicà el seu testament, testament que havia estat atorgat el 29 de maig de 1369. Va ser enterrat, tal com demanava en el seu testament, al convent del frares predicadors de Barcelona, a la capella de Santa Maria ("Eligo sepulturam corpori meo in monasterio ffratum predicatorum Barchinone, in capella beate Marie, constructa in dicta ecclesia fratum predicatorum, quam capellam construhi et edificari fecit venerabilis Petrus Marchi, quondam, pater meus". Testament de Jaume March I), l'antic convent de Santa Caterina (avui Mercat de Santa Caterina).
Guillemona d'Esplugues va morir a València el 1400, rebent sepultura a la capella dels Esplugues del convent dels frares predicadors de València. Aquesta capella havia estat fundada per Pere d'Esplugues, sagristà, paborde de la catedral de València, canonge de Lleida i capellà del Papa.